# Lac des Vents (rivière Opawica)
Pour les articles homonymes, voir Vent (homonymie).
Le lac des Vents est un plan d'eau douce de la partie Sud-Est du territoire de Eeyou Istchee Baie-James (municipalité), dans la région administrative du Nord-du-Québec, dans la province de Québec, au Canada. La superficie du « lac des Vents » s'étend dans les cantons de Lescure, de Druillettes, de Rasles et de Hazeur, sur le territoire du gouvernement régional d'Eeyou Istchee Baie-James (municipalité), au sud de Chapais (Québec).
La foresterie constitue la principale activité économique du secteur. Les activités récréotouristiques arrivent en second, notamment grâce à divers plan d’eau navigable situés dans le secteur.
Le bassin versant du « lac des Vents » est accessible grâce à la route forestière (sens Est-Ouest) R1009 desservant la partie Sud-Est du lac, soit la bande de terre séparant le "lac des Vents" et le lac Caopatina. Cette route remonte vers le Nord en passant à l’Est du lac Irène et à l’Ouest des Lacs Obatogamau.
La surface du lac des Vents est généralement gelée du début de novembre à la mi-mai, toutefois la circulation sécuritaire sur la glace se fait généralement de la mi-novembre à la mi-avril.
Le lac des Vents est le décor du documentaire Débarque-moué au lac des Vents, de Michel Gauthier, parut en 1974.

## Géographie
Le lac des Vents s’approvisionne du côté Est par la rivière Opawica. Le « lac des Vents » comporte une longueur de 15,4 km, une largeur maximale de 6,0 km et une altitude de 343 m.
Formé par un élargissement de la rivière Opawica, le « lac des Vents » est plutôt difforme, comportant un archipel d’îles au Nord-Ouest, de nombreuses baies et presqu’îles. Ce lac comporte notamment une presqu’île rattachée au côté Nord du lac et s’étirant sur 4,1 km vers le Sud-Ouest. La rivière Opawica traverse la partie Nord de ce lac sur 14,7 m en contournant cette dernière presqu’île par le Sud.
Une autre presqu’île rattachée à la rive Est, soit au Sud du point d’arrivée de la rivière Opawica, s’étire sur 5,7 km vers le Sud-Ouest du lac, soit en parallèle au courant. Une île de 3,1 km est située dans la
partie Sud-Ouest du lac.
À partir de l’embouchure, le courant coule directement vers le Nord jusqu’à la confluence de la rivière Irène. Cette embouchure du « lac des Vents » est localisée à :
- 7,2 km au Nord-Est de la confluence de la rivière Opawica (confluence avec la rivière du Bras Coupé) ;
- 14,9 km au Nord-Est de l’embouchure du lac du Bras Coupé (rivière Opawica) ;
- 351,6 km au Sud-Est de l’embouchure de la rivière Nottaway ;
- 79,6 km au Nord-Ouest d’une baie du réservoir Gouin ;
- 57,0 km au Sud-Ouest du centre-ville de Chibougamau ;
- 32,0 km au Sud-Est du centre du village de Chapais (Québec)[2].

 
Les principaux bassins versants voisins du « lac des Vents » sont :
- côté Nord : lac à l'Eau Jaune, rivière Irène, rivière Obatogamau, Lacs Obatogamau ;
- côté Est : lac Rohault, lac Poutrincourt, rivière Normandin, lac Caopatina ;
- côté Sud : lac Surprise (rivière Roy), lac Caopatina, Lac Hébert, rivière Hébert ;
- côté Ouest : lac Doda, rivière Opawica.

## Toponymie
Le toponyme "lac des Vents" a été officialisé le 5 décembre 1968 par la Commission de toponymie du Québec, soit lors de sa
création.

## Filmographie
1974 : Débarque-moué au lac des Vents. Documentaire de Michel Gauthier, ONF.